# Хустайн-Нуруу (национальный парк)
Национальный парк Хустайн Нуруу (монг. Хустайн байгалийн цогцолборт газар) расположен приблизительно в 100 километрах к западу от Улан-Батора, Монголия. С момента основания управление национальным парком осуществляла Ассоциация охраны окружающей среды Монголии, с 2003 года все административные функции были переданы неправительственной организации Hustai National Park Trust.

## Задачи
Hustai National Park Trust ставит перед собой следующие задачи:
1. Защита и сохранение экосистем и исторических мест в парке.
2. Воссоздание устойчивой дикой популяции лошадей Пржевальского.
3. Организация международных учебных курсов и научных исследований.
4. Развитие экотуризма.
5. Развитие буферной зоны парка.

## Животный мир
В горных степях парка, пересекаемого рекой Туул, обитают 459 видов растений, 85 видов лишайников, 90 видов мха и 33 вида грибов; 16 видов рыб, 2 вида амфибий, 385 видов насекомых (в том числе новый вид Epidamaeus khustaiensis), 217 видов птиц, 44 вида млекопитающих.
Птицы, например, представлены такими видами, как беркут, бородач, дрофа, лебедь-кликун, чёрный аист, даурская куропатка и филин.
А среди крупных животных встречаются благородный олень, дзерены, косули, дикие кабаны, горные козлы, сурки, барсуки, рыси, манулы, волки, лисы.

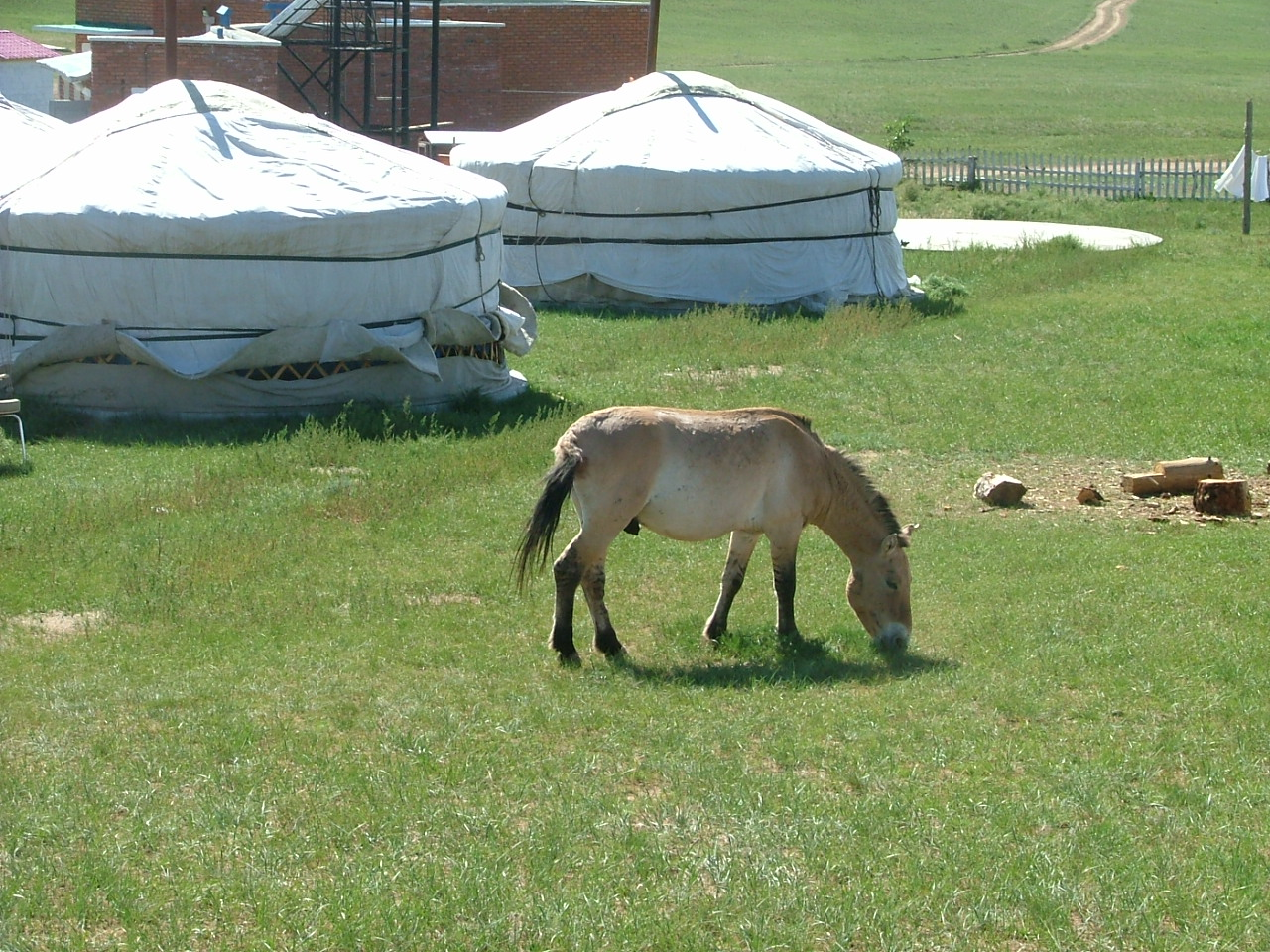
Лошадь Пржевальского

## Работа по воссозданию популяции лошади Пржевальского
Проект по реинтродукции лошади Пржевальского в дикую природу Хустайн Нуруу начал осуществляться в 1992 году. Каждые пару лет вплоть до 2000 года из европейских питомников завозились полувольные группы животных, наиболее пригодных для выпуска в природу. Первые восемь лошадей прибыли из украинского заповедника Аскания-Нова. Последующие завозы были уже из других стран. К 2003 году численность популяции уже достигала 150 особей. Желаемая величина установлена организаторами проекта на уровне 500—600 животных без дальнейших завозов лошадей из Европы.
Хотя территория и имеет статус национального заповедника, семьи кочевников продолжают использовать её для выпаса домашнего скота. Из-за этого возникает угроза гибридизации диких лошадей с домашними, что существенно осложняет реализацию проекта. Другая угроза исходит от охотников и браконьеров. Но в целом, экспертами признаётся перспективность использования природоохранного комплекса Хустайн Нуруу для воссоздания вольной популяции диких лошадей.

## Туризм
Въезд на территорию парка стоит 5 долларов. Туристам предлагаются на выбор пешие экскурсии, автомаршруты на джипе, поездка верхом. Помимо живописных природных мест в Хустайн Нуруу можно увидеть культурные памятники тюркского происхождения. Для волонтёров предоставляется возможность участия в исследовании дикой природы в течение трёхнедельного периода.

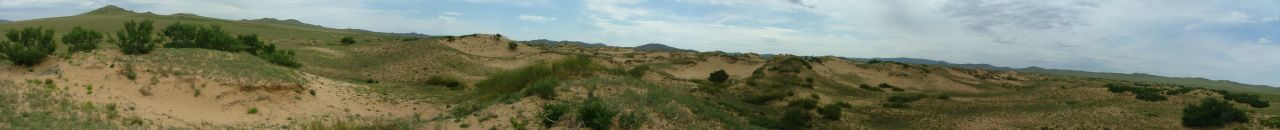
Панорамный вид